# 2014 en Syrie
Cet article présente les faits marquants de l'année 2014 en Syrie.

## Évènements
- Janvier : bataille de Jarablus ; deuxième bataille de Racca ; bataille de Al-Manajir.
- 26 février : bataille d'Otaybah.
- Mars : bataille de Yabroud ; bataille de Markada ; bataille de Kessab.
- Avril : bataille de Rankous ; bataille de Boukamal ; bataille de Tall al-Jabiyah ; offensive de Deir ez-Zor.
- 7 mai : fin du siège de Homs, l'armée syrienne entre dans la ville le 9 mai[1].
- 3 juin : élection présidentielle, Bachar el-Assad est réélu.
- Juillet : première bataille de Kobané (ou d'Aïn al-Arab) ; bataille de Ras al-Maara ; bataille d'Al-Chaer ; bataille de la Division-17 ; bataille de Deir ez-Zor.
- Août : massacres de Ghraneidj et d'al-Keshkeyyi ; bataille de Tabqa.
- Septembre : deuxième bataille de Kobané ; début des opérations aériennes de la coalition internationale ; bataille de Mabrukah.
- 1er octobre : attentat de Homs.
- Décembre : bataille de Wadi al-Deïf.